# Wang Thonglang
Wang Thonglang (tiếng Thái: วังทองหลาง, phiên âm: Vang Thong-lang) là một trong 50 quận (khet) của thành phố Băng Cốc, Thái Lan. Quận này giáp ranh các quận khác của Bangkok (từ phía bắc theo chiều kim đồng hồ): Lat Phrao, Bang Kapi, Huai Khwang, và Chatuchak.

## Lịch sử
Quận này được thành lập ngày 21 tháng 11 năm 1997 (thông báo vào ngày 14 tháng 10 năm 1997) bao gồm Wang Thonglang và một phần của phó quận Khlong Chan của Bang Kapi và một phần của phó quận Lat Phrao của quận Lat Phrao. Diện tích quận này lúc đó là 19,205 km². Năm 2002, quận này được điều chỉnh ranh giới và hiện có diện tích 18,905 km².

## Các địa điểm
- Bảo tàng Chao Phraya Bodindecha
- Cung Vàng

## Hành chính
Quận này chỉ có 1 phó quận (kwaeng).
| 1. | Wang Thonglang | วังทองหลาง |  |

## Hội đồng quận
Hội đồng quận Wang Thonglang có 7 đại biểu với nhiệm kỳ 4 năm, toàn bộ là đảng viên Đảng Dân chủ.